# Regina Iossifowna Tyschkewitsch
Regina Iossifowna Tyschkewitsch (russisch Регина Иосифовна Тышкевич, belarussisch Рэгіна Іосіфаўна Тышкевіч; * 20. Oktober 1929 in Minsk; † 17. November 2019) war eine sowjetisch-belarussische Mathematikerin und Hochschullehrerin.

## Leben
Tyschkewitsch stammte aus der alten Grafenfamilie Tyszkiewicz. Zu Beginn des Deutsch-Sowjetischen Krieges kam Tyschkewitsch zur Tante in Wilejka, während die Mutter infolge der Evakuierungen schließlich in Ischewsk lebte und arbeitete. Tyschkewitsch besuchte die Mittelschule in Wilejka mit Abschluss 1947. Sie bestand dann die Zulassungsprüfungen und studierte an der physikalisch-mathematischen Fakultät der Belarussischen Staatsuniversität (BGU) mit Abschluss 1952. Anschließend absolvierte sie die dreijährige Aspirantur, nach deren Abschluss sie an der Fakultät lehrte.
1959 verteidigte Tyschkewitsch an der BGU mit Erfolg ihre Dissertation über nilpotente lineare Gruppen für die Promotion zur Kandidatin der physikalisch-mathematischen Wissenschaften.
Tyschkewitschs Forschungsschwerpunkte an der BGU waren die Schnitte und Grade von Graphen sowie die Rekonstruktion von Graphen aus Subgraphen. Sie war beteiligt an der Entwicklung der Split Graphs und lieferte wesentliche Beiträge zu den Kantengraphen der Hypergraphen. 1984 verteidigte sie im Kiewer Gluschkow-Institut für Kybernetik der Akademie der Wissenschaften der Ukrainischen Sozialistischen Sowjetrepublik mit Erfolg ihre Doktor-Dissertation über Algebraische Methoden der Graphentheorie für die Promotion zur Doktorin der physikalisch-mathematischen Wissenschaften. Ihre Doktor-Dissertation war die erste zur Graphentheorie in der UdSSR. 1986 folgte die Ernennung zur Professorin an der BGU.
Im Oktober 2009 fand mit Unterstützung der Central European Initiative in Minsk zu Tyschkewitschs 80. Geburtstag die internationale Konferenz Discrete Mathematics, Algebra, and their Applications statt.

## Ehrungen
- Ehrenurkunde des Bildungsministeriums der Belarussischen Sozialistischen Sowjetrepublik (BSSR) (1979)
- Medaille „Veteran der Arbeit“ (1985)
- Verdiente Volksbildungsarbeiterin der Republik Belarus (1992)[5]
- Staatspreis der Republik Belarus (1998)
- Francysk-Skaryna-Medaille (2009)